# 神奈川県立相模原中等教育学校
神奈川県立相模原中等教育学校（かながわけんりつ さがみはらちゅうとうきょういくがっこう、英名：Sagamihara Secondary School）は、神奈川県相模原市南区相模大野四丁目にある公立中等教育学校。中高一貫制共学校。

## 概要
神奈川県立相模大野高等学校に併設されて、2009年に開校した。
神奈川県立平塚中等教育学校とともに、神奈川県では最初の県立中等教育学校である。
中学校に相当する前期課程と高等学校に相当する後期課程からなる完全中高一貫校であるため、高校での生徒募集を行わない。

## 教育

### 編成[1]
各学年は4学級全160名。ただし、1・2年生については5学級という編成となっている。

### 課程[2]
基礎期（1・2年）、充実期（3・4年）、発展期（5・6年）の6年間にわたって教育活動を展開する。充実期には、中等教育学校に適用される教育課程の基準の特例を活用し、高等学校の学習内容を先取りして学習する。
前期課程（1～3年）は45分7校時、後期課程（4～6年）は100分授業を基本とした弾力的運用となっている。後期課程は、単位制による全日制の課程である。

### 進路[3]
卒業生の大半が4年制大学へ進学する。また、その約半数が国公立大学へ進学する。また、2024年度の東京工業大学現役合格率が最も高かった。

### 教育目標[5]
人格の完成を目指し、高い知性と豊かな人間性をそなえ、心身ともに健全な、次世代を担う人材を育成する。
科学論理的思考力・表現コミュニケーション力・社会生活実践力の3つの力を育て、次世代のリーダーを育成する。

### 生徒モットー

#### Student Task[6]
- Think logically - 論理的に考える
- Act globally - 人のために行動する
- Search for the future, Keep inquiring - 探究しながら未来を探る

## 施設

### 校舎[7]
北棟・西棟・南棟・東棟・中央棟がH型に配置されている。

### 設備[8]
- 体育館、武道場、テニスコート、グラウンド
- 化学実験室、生物・地学実験室、物理実験室
- 情報学習室、地球環境室
- 美術室、芸術室、音楽室
- 調理室、被服室
- 工芸・金工・木工室
- 図書館 など

## 沿革

### 沿革[9]
- 2009年4月 - 開校
- 2009年6月 - 校歌発表
- 2009年10月 - プレハブ完成
- 2009年11月 - 東棟改修工事開始
- 2010年4月 - 東棟改修工事終了
- 2010年12月 - 全ての校舎の改修が終了、プレハブ解体開始
- 2011年4月 - 校長に加賀大学が着任
- 2015年4月 - 校長に坂本和彦が着任
- 2017年4月 - 校長に鈴木恭子が着任
- 2019年11月 - 十周年記念式典開催
- 2020年4月 - 校長に藤原敬子が着任
- 2022年9月9日 - 産業能率大学と高大連携に関する協定を締結[10]
- 2024年4月 - 校長に岡野正之が着任

## 著名な出身者
- 御剣 海（宝塚歌劇団星組男役）

## 学校行事

### 学園祭[11]
体育祭と文化祭は、合わせて「蒼碧祭（そうへきさい）」と呼ばれている。

#### 蒼碧祭体育部門
- 4つの色（赤・黄・緑・青）に分かれて競う。

#### 蒼碧祭文化部門
- 学習の成果発表や展示、部活動の発表やメインステージでのアトラクションなどがある。
- 例年9月に開催され[12]、2024年度は7日(土)・8日(日)の2日間にわたって開催された[13]。
- 生徒制作のテーマソングのミュージックビデオが、2022年度から公式YouTubeチャンネルで公開されている。

| 年     | 曲名               | ユニット名          | 作詞                                  | 作曲         | 編曲                                   | 映像              |
| ------ | ------------------ | ------------------- | ------------------------------------- | ------------ | -------------------------------------- | ----------------- |
| 2022年 | ネオンに導かれて、 | 不明                | 不明                                  | 不明         | 不明                                   | 不明              |
| 2023年 | RETRO POP!         | かすわら            | Kaito Saida                           | Kaito Saida  | Kaito Saida                            | Kaito Saida       |
| 2024年 | Utopia             | すばらすぱらだいす☆ | Akinori Naka                          | Akinori Naka | Yuki Ohgaru                            | Masahide Hino     |
| 2025年 | Sparkle            | 不明                | Soheki Stage and Night festival Group | Sora Tashiro | Sora Tashiro, Yota Mizuno, Yuta Karino | Yukimasa Ishizawa |

#### 芸術祭合唱部門
- 合唱祭。クラス全員で合唱を行う。

#### 芸術祭展示部門
- クラス全員で行う共同作品や、展示及び授業で制作した作品を展示する。

### 宿泊行事

#### イングリッシュキャンプ
- 3年次に実施。英語の研修施設に宿泊し、英語によるコミュニケーションを向上させる。

#### 修学旅行
- 5年次に実施。修学旅行先やテーマを生徒自ら決める取り組みが行われている[20]。

## 象徴

### 校章
公募で神奈川県在住のグラフィックデザイナー奥野和夫の作品を採用した。2009年1月19日に同校より奥野へ校章認定証が交付された。
教育目標にある「心身ともに健全」「高い知性と豊かな人間性」をペン先に表し、相模原中等教育学校（Sagamihara Secondary School）の頭文字Sの3本のリボンには、生徒が「科学・論理的思考力」、「表現コミュニケーション力」、「社会生活実践力」の3つの力を備え、しなやかに成長していく様を表している。翼の3枚の羽はめざす生徒像を表し、次世代を担う人材に成長することを託している。

### 校歌
母体校の旧校歌に、同校生徒が新たに作詞した4番目の歌詞を補って完成した。

### スクールカラー
校章もスクールカラーである「えんじ色」を基調にデザインされている。

## 入学者決定検査
学校に入学するには入学者決定検査（平塚中等教育学校と共通）を受ける必要がある。調査書（小学校の成績）と適性検査、グループ活動による検査を実施して入学者を決定する。 配点は適性検査600点、グループ活動による検査200点、調査書100点である。2022年度入学者決定検査からは男女の区別なく160名の生徒を募集している。2009年度は16倍の倍率となった。2010年度に男子で8.54倍、女子で10.03倍となってから緩やかに減少している。女子80人、男子80人を入学させるが、2022年から男女合わせて160人入学させることになった。

### 適性検査
適性検査はIとIIがあり、時間はそれぞれ45分間ずつで、配点はそれぞれ300点ずつである。2023年度よりマークシート方式を導入した。

## 委員会
2021年8月9日現在、8つの専門委員会と4つの実行委員会が存在する。

### 専門委員会
- 新聞委員会
- 図書委員会
- 放送委員会
- 美化委員会
- 保健委員会
- 体育委員会
- 福祉委員会
- 国際交流委員会

### 実行委員会
- 蒼碧祭文化部門実行委員会
- 蒼碧祭体育部門実行委員会
- 芸術祭合唱部門実行委員会
- 芸術祭展示部門実行委員会

## 部活
2023年8月9日現在、運動部と文化部をあわせて20の部活動が存在する。

### 運動部
- 剣道部
- サッカー部
- 柔道部
- 卓球部
- ダンス部
- テニス部（硬式）
- 陸上競技部
- バスケットボール部
- バドミントン部
- バレーボール部
- ハンドボール部
- 野球部（前期生軟式、後期生硬式）

### 文化部
- イラスト文芸部
- 英語部
- クラシックギター部
- コーラス部
- 茶道部
- 吹奏楽部
- 美術部
- 料理部

クラシックギター部は2015～2019年と5年連続で全国学校ギター合奏コンクールにおいての最優秀賞受賞、全国高等学校総合文化祭出場などの実績を持つ。また、TBSの『愛なんだ 2020』や『THE TIME』に出演した。2022～2024年にかけて再び最優秀賞を受賞している。
吹奏楽部はクラリネット四重奏で全日本アンサンブルコンテスト全国大会出場（中学部門）などの実績を持つ。
コーラス部は2022〜2023年度の2年連続でかながわヴォーカルアンサンブルコンテストで金賞を受賞し、2022年度の関東ヴォーカルアンサンブルコンテストでは銀賞を受賞している。

## 交通
- 相模大野駅 徒歩10分[7]
- 神奈川中央交通南中前停留場 徒歩すぐ